# Dr. Cándido Pérez
Dr. Cándido Pérez es una serie de comedia mexicana de la cadena Televisa transmitida por el Canal de las Estrellas entre 1987 y 1993. Basada en la historia original de Abel Santa Cruz llamada Dr. Cándido Pérez, señoras. En esta serie Jorge Ortiz de Pinedo además de actuar también fue el productor y director de escena. La serie se grababa con público en vivo en el foro 2 de Televisa San Ángel, lo que generaba un ambiente de naturalidad y espontaneidad que fueron clave en el desarrollo de la serie. 
Protagonizada por Jorge Ortiz de Pinedo, Nuria Bages, Juan Verduzco y las primeras actrices Alejandra Meyer, Lupe Vázquez y María Luisa Alcalá, además con las participaciones estelares de Gonzalo Correa, David Ramos, Georgina Mariana, Sara López, Angélica Vale, Olga Rinzo, Olga Breeskin, Gerardo del Castillo, Julio Vega, Martín Pretalia y los primeros actores Polo Ortín, Martha Ofelia Galindo y Tony Balardi. Además, con el debut de Natasha Dupeyrón y Óscar Ortiz de Pinedo.

## Elenco

### Reparto principal
- Jorge Ortiz de Pinedo como el Dr. Cándido Pérez
- Nuria Bages como Silvina Treviño de la Garza y Garza de Pérez
- Alejandra Meyer como Catalina de Treviño de la Garza y Garza
- Lupe Vázquez como Paula Cecilia Guadalupe y anexas
- María Luisa Alcalá como Claudia Requena
- Juan Verduzco como Padre Camilo Pérez
- Gonzalo Correa como Don Gonzalo Treviño de la Garza y Garza
- Georgina Mariana como Perla "Perlita" Pérez

### Reparto recurrente
- Olga Rinzo como la Tía Angustias
- David Ramos como Inocencio Pérez
- Óscar Ortiz de Pinedo como Oscarito
- Natasha Dupeyrón como Natasha Pérez
- Olga Breeskin como La Doctora Breeskin, mamá de Oscarito "Vecina"
- Martha Ofelia Galindo enfermera Rafaela.
- Angélica Vale Juanita, hermana de Claudia
- Polo Ortín Papá de Claudia
- Sara López Agripina
- Gerardo del Castillo Doctor Ilisaliturri
- Tony Balardi Apolonio
- Guadalupe Correa Verónica, esposa de Inocencio
- Martín Pretalia Martín Cortés
- Julio Vega Julio, vecino
- Rosita Pelayo Julieta, vecina
- María Prado
- Ofelia Guilmain Madre Ofelia
- Kate Del Castillo Pascual
- Marichelo Puente Sanabria
- Fernando Colunga Ayudante del Karateca

## Episodios
Algunos episodios son:
- Visita Domiciliaria (1991)
- El Mal Paso de Claudia (1991)
- El aniversario (1991)
- Una sopa de su propio chocolate (1991)
- Los celos, celos son (1991)
- Y había una vez... (1991)
- El baile De graduación (1991)
- El Prometido (1991)
- Hay... un año más (1992)
- Él es Melchor, él es Gaspar y el otro Baltazar (1992)
- Bienvenido Dr. Pérez (1992)
- Vive con el un Mes (1992)
- Las hijas de Cleopatra (1992)
- El Fantasma (1992)
- Se Busca Secretaria (1992)
- Allá en el Rancho Regular (1992)
- Una Buena y una Mala (1992)
- Los Buenos Vecinos (1992)
- Madre solo hay... una (1992)
- Propósitos de año Nuevo (1992)
- Mi Héroe (1993)
- Como los Comediantes (1993)

## Películas de la serie
- Cándido Pérez, especialista en señoras (película) (1991)
- Cándido de día, Pérez de noche (película) (1992)

## Equipo de producción
- Director de cámaras: Gustavo Gavira (1987-1990)
- Productor asociado: Carlos R. Yáñez S.
- Dirección de cámaras: Carlos Zúñiga (1991-1993)
- Productor y director: Jorge Ortiz de Pinedo
- Guionista: Guadalupe Vázquez
- Idea original: Abel Santa Cruz
- Compositor musical: Rodrigo Álvarez

## Premios y reconocimientos

### Premios TVyNovelas
| Año  | Categoría                 | Nominado(a)           | Resultado |
| ---- | ------------------------- | --------------------- | --------- |
| 1993 | Mejor actor de comedia    | Jorge Ortiz de Pinedo | Ganador   |
| 1991 | Mejor programa de comedia | Jorge Ortiz de Pinedo | Nominado  |
| 1991 | Mejor actor de comedia    | Jorge Ortiz de Pinedo | Nominado  |
| 1991 | Mejor actriz de comedia   | Alejandra Meyer       | Nominada  |
| 1990 | Mejor actor de comedia    | Jorge Ortiz de Pinedo | Ganador   |
| 1989 | Mejor programa de comedia | Jorge Ortiz de Pinedo | Ganador   |
| 1989 | Mejor actor de comedia    | Jorge Ortiz de Pinedo | Ganador   |
| 1988 | Mejor programa de comedia | Jorge Ortiz de Pinedo | Ganador   |
| 1988 | Mejor actor de comedia    | Jorge Ortiz de Pinedo | Ganador   |
| 1988 | Mejor actriz de comedia   | María Luisa Alcalá    | Ganadora  |